# 卵苯
卵苯（英語：Ovalene）是一种多环芳香烃，由10个苯环稠合而成，化学式為C32H14。卵苯是一种橙红色的化合物，微溶于苯、甲苯、二氯甲烷。其溶液在紫外线下发绿色荧光。在深海热泉喷口找到了卵苯的存在，石油精炼加氢裂化过程中也生成卵苯。